# ヴィットーリオ・アメデーオ2世・ディ・サヴォイア＝カリニャーノ
ヴィットーリオ・アメデーオ2世・ディ・サヴォイア＝カリニャーノ（Vittorio Amedeo II di Savoia-Carignano, 1743年10月3日 - 1780年9月10日）は、第5代カリニャーノ公（在位：1778年 - 1780年）。

## 生涯
カリニャーノ公ルイージ・ヴィットーリオとヘッセン＝ローテンブルク方伯エルンスト・レオポルトの娘クリスティーネの息子。妹にフランス王妃マリー・アントワネットの女官長を務めたランバル公妃マリー・ルイーズがいる。
1768年10月18日、ウルクスにてジョゼフィーヌ・ド・ロレーヌと結婚した。この結婚で以下の子をもうけた。
- カルロ・エマヌエーレ - カリニャーノ公（1780年 - 1800年）

死後はカルロ・エマヌエーレが後を継いだ。